# 亞美打利庇盧大馬路
亞美打利庇盧大馬路（葡萄牙語：Avenida de Almeida Ribeiro），又稱新馬路，是澳門中區的重要道路之一，為澳門重要的商業中樞及旅遊景點。東接殷皇子大馬路，從南灣大馬路起，西至火船頭街與巴素打爾古街之間，全長620米。

## 歷史

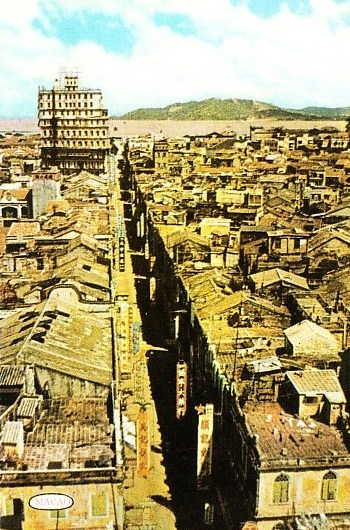
1950年代的亞美打利庇盧大馬路

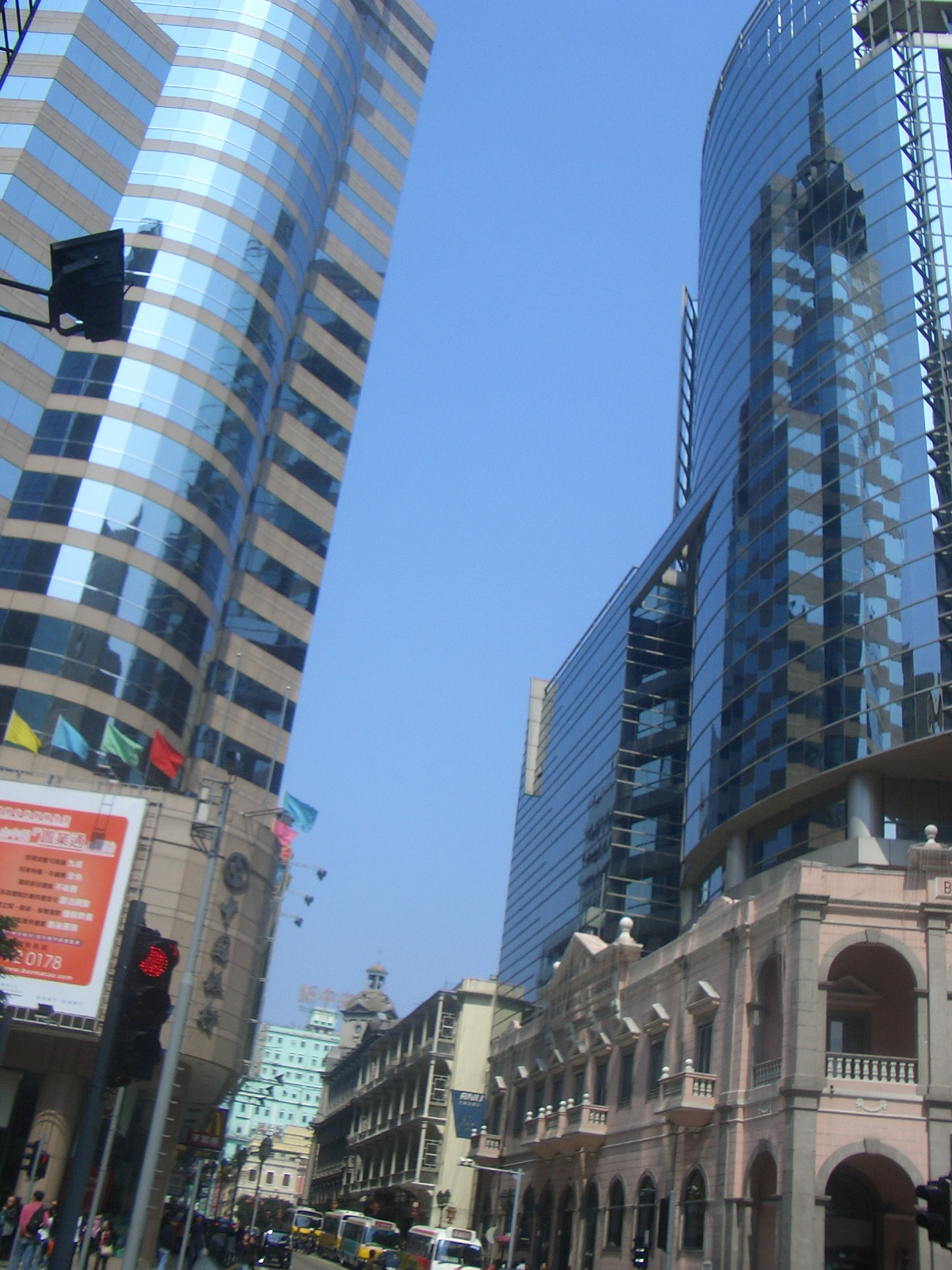
新馬路東端的新式大廈

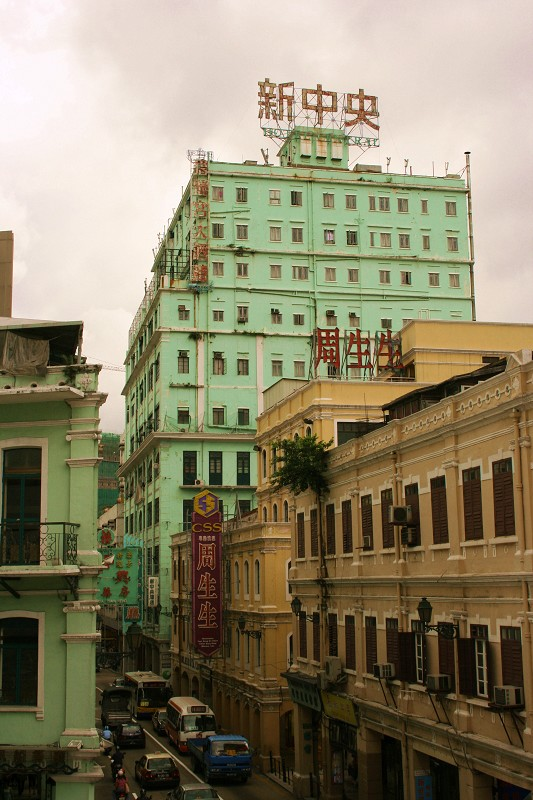
從民政總署大樓二樓望向新中央酒店

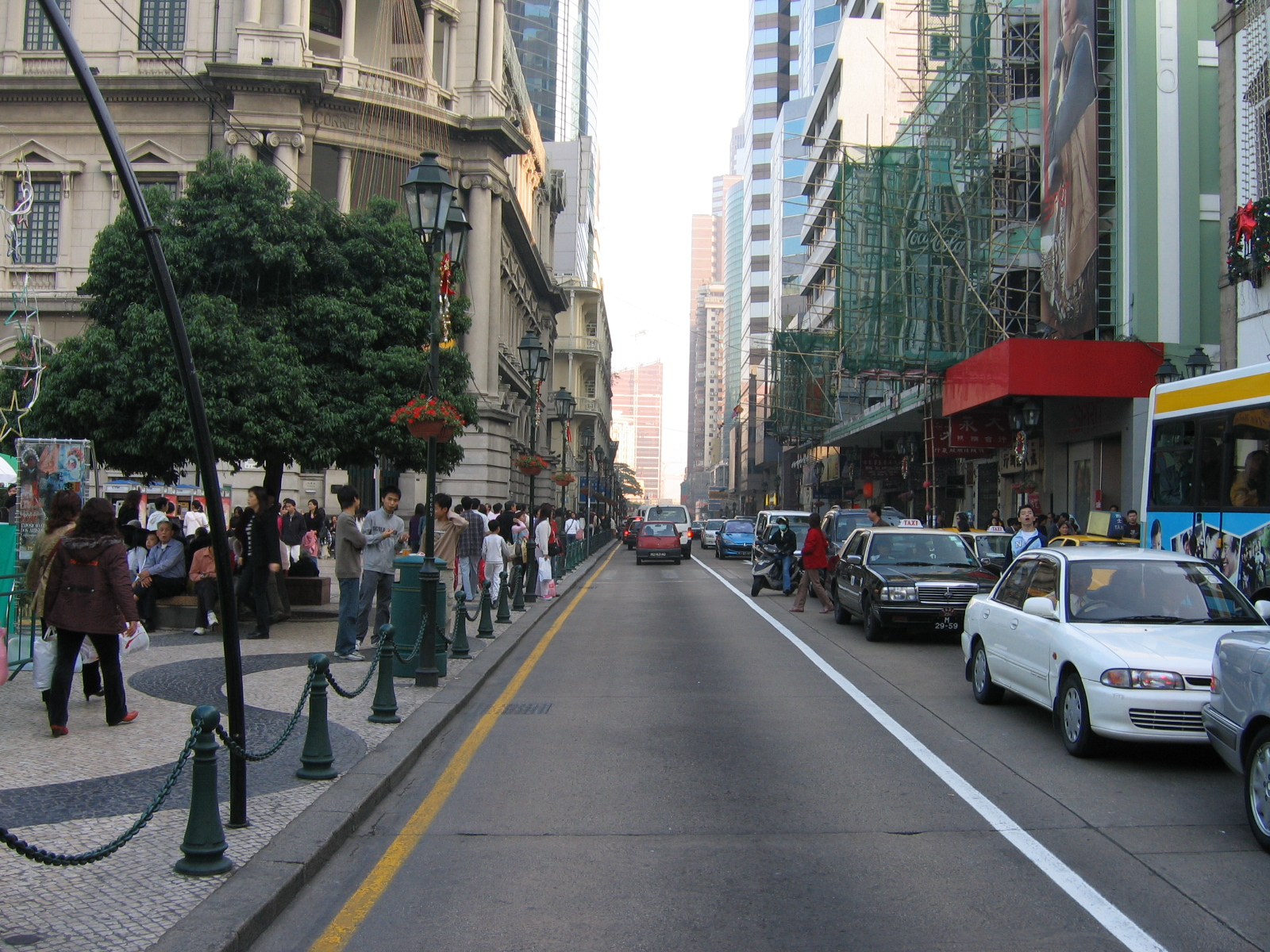
從議事亭前地東望新馬路街景

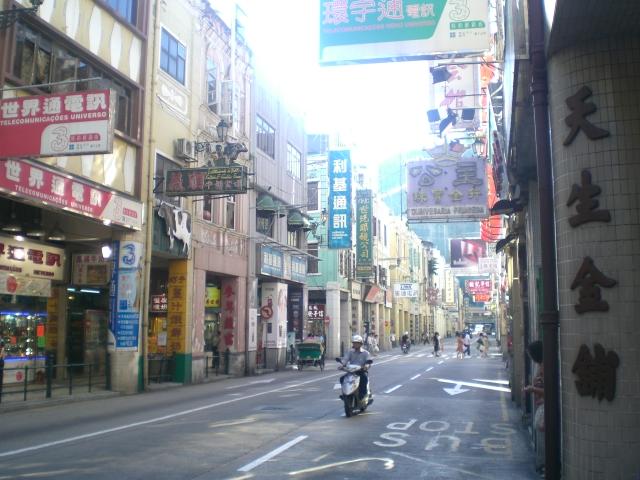
新馬路西邊的舊式唐樓

早在19世紀，新馬路一帶不是一條笔直的大道，而殷皇子大馬路段及新馬路後半段還是汪洋大海，該區只是一個僻靜的居住地及漁村，中間穿插著彎彎曲曲、斷斷續續的小路。經過多年的填海，及至1918年，葡屬澳門政府才開始把西段的彎曲小路大鵬巷拉直，把東段龍嵩街口與大堂街之間的山崗剷平打通，再將東端路口的一間大屋拆去，修成一條筆直的馬路，直接把內港和南灣連接，成為澳門的一條重要馬路。馬路開通後，市政當局把市政廳至西端路口 以當時葡萄牙殖民地部长阿图尔·德·阿尔梅达·里贝罗(Artur de Almeida Ribeiro)的名字，命名為亞美打利庇盧大馬路；把市政廳到東端路口 叫作美副將大馬路，後來由於名字太複雜，才把整條馬路統一稱為亞美打利庇盧大馬路。而澳門人稱之為「新馬路」，除了是葡文譯名太複雜為人所難記之外，也因為這條是新開闢的馬路，故以「新的馬路」來稱之。
新馬路西瑞的海邊爲內港，由西江沖來的泥沙堆積而成。由於內港地勢較低，故經常受到颱風的影響。颱風時經常潮水暴漲，由內港碼頭至新塡巷 一段，更必被潮水掩蓋。其中以1874年的一次最爲嚴重，共有5000多人喪生和2000多艘漁船沉没，部份樓宇倒塌，洪水泛濫，連市政廳也被強風吹至損毀。
自新馬路開闢以後，很多大型的樓房都選擇在這裡興建，各行各業特別是銀行都以此為中心，如澳門的第一間銀行大西洋銀行於1902年在新馬路與南灣大馬路口開業；及後在新馬路開設的銀行數目愈來愈多，目前大豐銀行、永亨銀行及中國銀行等都在新馬路開設總行或分行。新馬路在澳門旅遊業也佔有重要地位，沿途經過多個景點，如民政總署大樓、議事亭前地等歷史城區建築，以及十月初五街等手信街，距離大堂、板樟堂、大三巴牌坊等景點也相當近，是遊客必到之處。
此外，博彩業也曾在新馬路盛極一時。1920年代末，中央酒店（今新中央酒店）於新馬路落成，樓高6層，是當時新馬路最高的酒店。及至1930年代，博彩業開始興起，中央酒店開設了「濠興仕女娛樂場」，成了澳門當時最具規模的賭場，吸引了不少的居民和遊客到來玩樂。1940年代，樓高九層的國際酒店於新馬路西端落成，一度取代中央酒店成為整條馬路最高的建築物，直至中央酒店於1950年代加建至11層。1995年，皇宮娛樂場在內港開幕，更促使了新馬路西端的經濟和旅遊業發展。
新馬路從開闢至今，一直是澳門的商業、交通和旅遊業的中心。惟1990年代以來，由於交通、酒店結業、賭場搬遷和城市規劃等因素，營地大街以西的路段呈衰落態勢。民間期望隨著十六浦和國際酒店重修等項目完成後，可以重現當年的光采。

## 建築物特色
新馬路兩旁的建築物各有不同，當中有歐洲式的建築，也有少數保留中國傳統特色的建築物，而市政署大樓以西的大部份建築物均為唐樓，這些唐樓保留了1920年代的建築風格，一般只有兩至四層，建築物和建築物之間都有一條向街的走廊，走廊上有樓底遮蓋，以遮擋雨水及太陽，也即是俗稱的「騎樓底」。相反，市政署大樓以東的大多為具歐洲色彩的建築，如市政署大樓和郵政總局等。隨著時代發展，一些新式的高樓大廈也開始在新馬路東端路口出現，如中國銀行和大西洋銀行大廈。

## 文物保育

### 景觀問題
新馬路西段存在多棟舊樓宇店舖，那樓宇日久失修，牆身舖滿水渠和電線，有些甚至長滿雜草，影響樓宇結構，造成危險。

### 文物被當局破壞

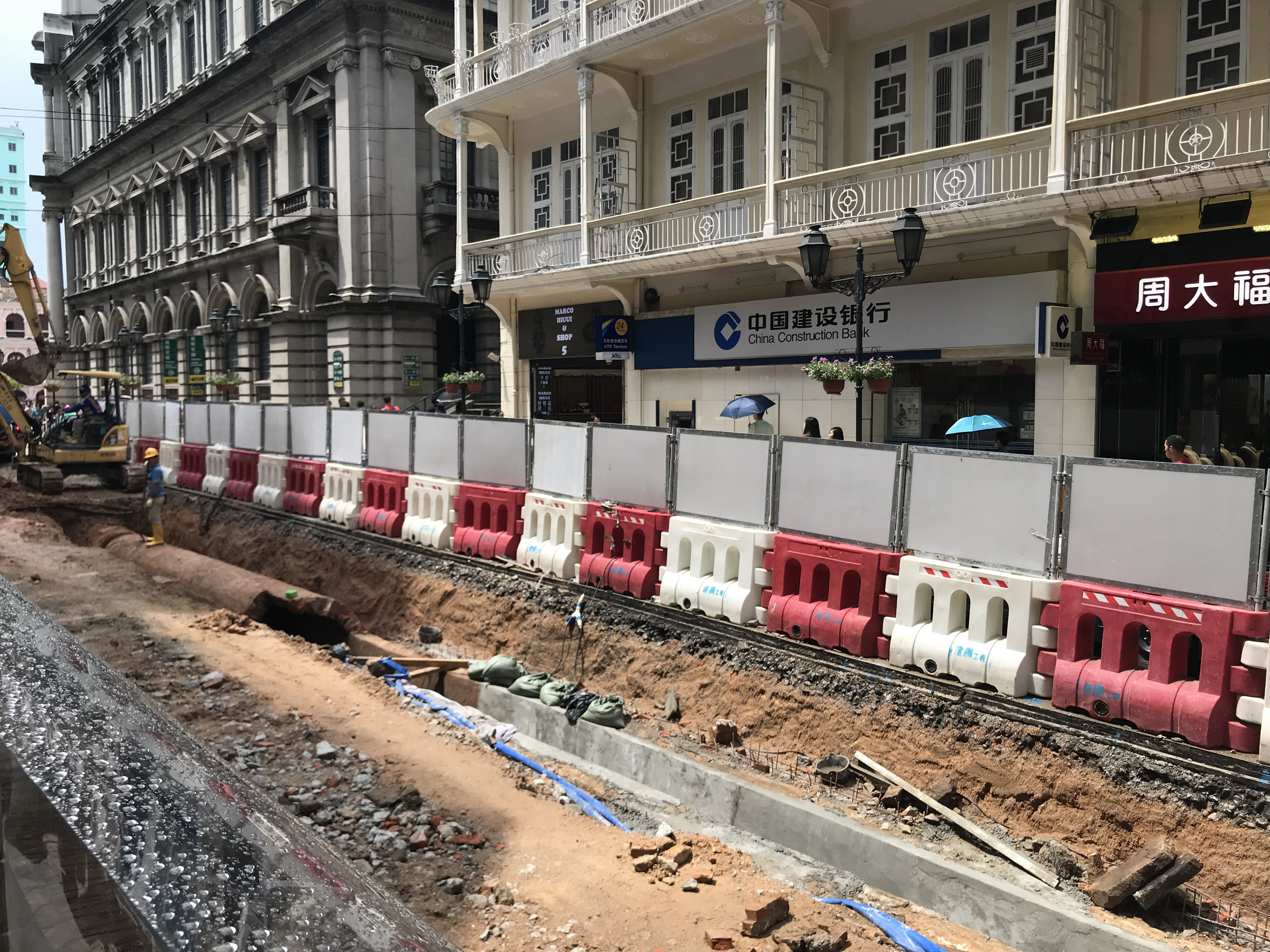
新馬路地下的百年石板渠，部分紅磚拱頂在工程中被移除，外圍也被加設混凝土，被批評是無異於破壞文物

2018年7月，當局在新馬路進行「排水系統改善及路面重鋪工程」，工程中具歷史文化價值、被埋在地底有近百年歷史的由紅磚拱頂及石砌水道組成的石板渠重現，且結構依然堅固。然而部分紅磚拱頂在工程中被移除，外圍也被加設混凝土，專業人士批評當局做法粗暴，無異於破壞文物。

### 新馬路片區活化計劃
2023年9月27日，政府公佈計劃詳情，由澳娛綜合度假股份有限公司作為支持單位，活化項目包括14號及16號碼頭，以及「澳門皇宮」在活化後停泊於重整後的14號碼頭，以及重整金碧文娛中心引入潮流產品，總預算為1,200萬澳門元。是次活化計劃將以新馬路為主軸，拓展和整合周邊街道和廣場空間，將經濟活力輻射至新馬路北段、內港碼頭、康公廟前地及司打口廣場一帶，配合傳統文化元素注入不同活動，整體提升周邊舊區活力及經濟發展。計劃將優化公共街區空間，增添藝術裝置吸引人流駐足，結合特色建築物活化利用，凝聚該區獨特的歷史文化元素，打造休閒舒適遊賞體驗的片區。至於內港14號及16號碼頭優化及重整計劃已於2023年初起啟動，並向土地工務局入則，工程計劃年內或2024年初展開，歷時兩年，最快在2025年至2026年推出相關項目。

## 交通安排

### 公眾假期公交專道
由於新馬路是連接內港和南灣的主幹道，但又位處市中心，旅遊點，車流、人流都非常大，因此交通事務局於2010年5月16日起，逢星期日及公眾假期，上午11時至晚上8時期間，將營地大街至龍嵩正街之間一段新馬路設立為「公交專道」，只准公共巴士、的士及特許車輛通行，同時在專道實施期間亦禁止所有長度超過8米的車輛進入新馬路(巴士除外)，計劃原定試行期3個月。
在2010年8月12日，交通事務局指總結情況後決定延長新馬路公交專道措施半年至2011年2月。雖然計劃原本設定為試行計劃，計劃結束後再檢討成效。不過交通事務局一直延長試行期，也沒交代過計劃何時會結束，因此截至2016年10月，這條「公交專道」仍繼續當中。另外，由2010年8月21日起，於金碧文娛中心前新增一巴士站，命名為“金碧文娛中心”站，分流原停靠新馬路近永亨銀行巴士站分別往司打口及媽閣的2、3A、5、7、10、10A、11、21A路線。
2011年1月31日，為配合節假日公交專道實行，原設於新馬路的士上落客區取消，改為將近澳門商業銀行大廈的一段電單車泊車區更改為的士上落客區。
2011年2月20日，節假日公交專道正式推行。
2015年7月24日，節假日公交專道的交通監控系統正式投入使用，交通事務局會透過系統的現場錄影和拍照記錄，於公交專道實施期間將違規進入專道的車輛資料傳至治安警察局的監控中心，並根據資料對違規者進行檢控。與此同時，警方不會安排人員駐守。
2017年7月2日，交通事務局取消設於龍嵩街和營地大街路口的流動LED電子顯示屏及臨時交通標誌。
2017年8月28日，交通事務局表示，新馬路公交專道無限期取消。

### 遊行
由於新馬路的重要性，而且直接把內港和南灣連接，故這裡也是遊行的熱門路線，如2007年澳門勞動節遊行及2007年澳門十一遊行，主辦單位和遊行人士均要求途經新馬路到政府總部。但由於新馬路是澳門半島的交通樞紐，加上兩旁珠寶店林立，警方當局基於交通和安全為理由，一般都會拒絕遊行人士的要求。但在2007年澳門十一遊行，3000輛電單車成功越過警方防線，慢駛進入新馬路，令交通一度癱瘓一小時。

### “新馬路任我行”步行區試行計劃
2022年12月24日至25日、31日及2023年1月1日，文化局舉辦“新馬路任我行——步行區試行計劃”，由首日的中午12時至翌日晚上10時舉行，屆時海邊新街至龍嵩正街的新馬路地段（亞美打利庇盧大馬路）將換上新裝。
受疫情影響，首次活動改為2023年春節期間舉辦，由政府跨部門聯合舉辦，六大旅遊綜合體支持，活動期為2023年1月22日中午12時至24日晚上10時及2月4日中午12時至2月5日晚上10時。活動期間，原本途經新馬路的巴士路線將受到影響，包括22條日間巴士路線和4條夜間巴士路線，另外臨時新增5S路線往返火船頭街至華大新村。

## 經過的街道及景點
| 重要景點（由西至東） - 十六浦 - 國際酒店 - 原六國茶樓 - 金碧文娛中心 (前身為金碧娛樂場) - 典當業展示館 - 大豐銀行新馬路支行 - 新中央酒店 - 澳門永亨銀行大廈 - 市政署大樓 - 議事亭前地 - 澳門郵政局 - 平安戲院 - 中國銀行澳門分行新馬路支行 - 大西洋銀行大廈 | 重要街道（由西至東） - 火船頭街 - 十月初五日街 - 庇山耶街 - 爐石塘巷 - 營地大街 - 議事亭前地 - 龍嵩街 - 大堂街 - 南灣大馬路 附近 - 白眼塘橫街 - 清平直街 - 福隆新街 - 板樟堂前地 - 聖奧斯定前地 |

## 其他的新馬路
- 氹仔也有一條新馬路（Avenida Nova），後來與奧林匹克大馬路合併，不復存在。
- 在山頂醫院和加思欄兵營之間，有一條名為加思欄後新馬路的小路，其葡文名只有「Estrada Nova」兩個字，意為「新馬路」。
- 青洲新馬路，青洲社屋所在地。

## 公共交通

### 公共巴士
M134 新馬路／華僑（Almeida Ribeiro / OCBC）
路線：3、3X、4、6A、8A、18A、19、26A、33、101X、N1A
M135 新馬路／大豐（Almeida Ribeiro / Tai Fung）
路線：2、3、3A、3X、5、6A、10、18、101X、N1B、N3
M142 新馬路／金碧坊（Almeida Ribeiro / Mercado Kam Pek）
路線：2、3A、5、10、11、21A、N3
M143 新馬路／爐石塘（Almeida Ribeiro / Rua Camilo Pessanha）
路線：11、21A、26A、33

## 註腳
1. ↑  1918戊午年，《澳門全紀錄》，ISBN 7-208-03252-1
2. ↑  現在的國際酒店處
3. ↑  .   [2021-11-08]. （原始内容存档于2022-03-18）.
4. ↑  現在的大西洋銀行處
5. ↑  望廈普濟禪院前的新開馬路，命名為美副將大馬路，以取代當時合併於新馬路的一段美副將大馬路
6. ↑  現在的金碧娛樂場
7. ↑  新馬路舊建築失修存隱患 （页面存档备份，存于） - 澳門日報 2008年10月14日
8. ↑  . 訊報. 2018-07-05  [2018-07-07]. （原始内容存档于2020-10-18）.
9. ↑  . 力報. 28/09/2023.
10. ↑  .   [2010-04-14]. （原始内容存档于2016-03-09）.
11. ↑  .   [2010-03-28]. （原始内容存档于2014-12-15）.
12. ↑  . 澳門特別行政區新聞局. 2010年8月13日  [2023年7月9日]. （原始内容存档于2023年7月14日）.
13. ↑  . 澳門特別行政區新聞局. 2011年1月28日.
14. ↑  . 澳門特別行政區新聞局. 2011年2月18日.
15. ↑  . 交通事務局（DSAT）. 澳門特別行政區新聞局. 2015年7月24日.
16. ↑  . 交通事務局（DSAT）. 澳門特別行政區新聞局. 2017年6月28日  [2023年7月9日]. （原始内容存档于2023年7月15日）.
17. ↑  . 力報.   [2022-12-16]. （原始内容存档于2022-12-16）.
18. ↑  . TDM 澳廣視新聞. 2022-12-16  [2022-12-16]. （原始内容存档于2022-12-16）.
19. ↑  . 澳門日報. 2022-12-16  [2022-12-16]. （原始内容存档于2020-12-15）.
20. ↑  . 正報. 2023-01-11  [2023-01-11]. （原始内容存档于2023-01-11）.
21. ↑  . 澳門特別行政區新聞局. 2022-12-21  [2022-12-22]. （原始内容存档于2022-12-22）.
22. ↑  . 澳門日報. 2022-12-22  [2022-12-22]. （原始内容存档于2022-12-22）.
23. ↑  . 力報. 2023-01-17  [2023-01-17]. （原始内容存档于2023-01-19）.

## 註解
1. ↑   註:

## 外部連結
- 新馬路 - 澳門文物知多少 - 澳門文物網
- 新馬路節假日公交專道 （页面存档备份，存于） - 澳門交通事務局